# Vol Luxair 9642
Le 6 novembre 2002, le vol Luxair 9642 (opéré également en tant que LH2420, dans le cadre d'un accord de partage de code avec la compagnie aérienne allemande Lufthansa), un vol international régulier assuré par un Fokker F50 de la compagnie aérienne luxembourgeoise Luxair, reliant l'aéroport de Berlin-Tempelhof, en Allemagne, à l'aéroport de Luxembourg-Findel, s'est écrasé dans un champ lors de sa tentative d'atterrissage sur la piste 24 de l'aéroport.
Parmi les vingt-deux passagers et membres de l'équipage à bord, se trouvent vingt morts. Cette catastrophe aérienne est la plus grave qu'ait connu le Luxembourg et est le seul accident majeur impliquant un avion de Luxair.
L'Administration des enquêtes techniques du Luxembourg (AET) a conclu que l'accident a été causé par une erreur de pilotage. L'équipage a accepté l'autorisation d'approche donnée par le contrôle aérien, alors qu'il n'avait pas suffisamment préparé l'atterrissage dans une mauvaise visibilité. Une série d'actions improvisées a délibérément neutralisé un dispositif de sécurité des moteurs, provoquant l'inversion des pas des deux hélices, en vol. La perte de poussée a conduit à la perte de contrôle catastrophique de l'avion.
Le résultat de l'enquête a notamment mis en évidence des fautes de pilotage ainsi que le risque d'insuffisante protection contre l'inversion du pas de l'hélice en plein vol.  Fokker à émis une modification obligatoire du dispositif de sécurité de tous les Fokker F50 en service au Luxembourg.

## Avion et équipage

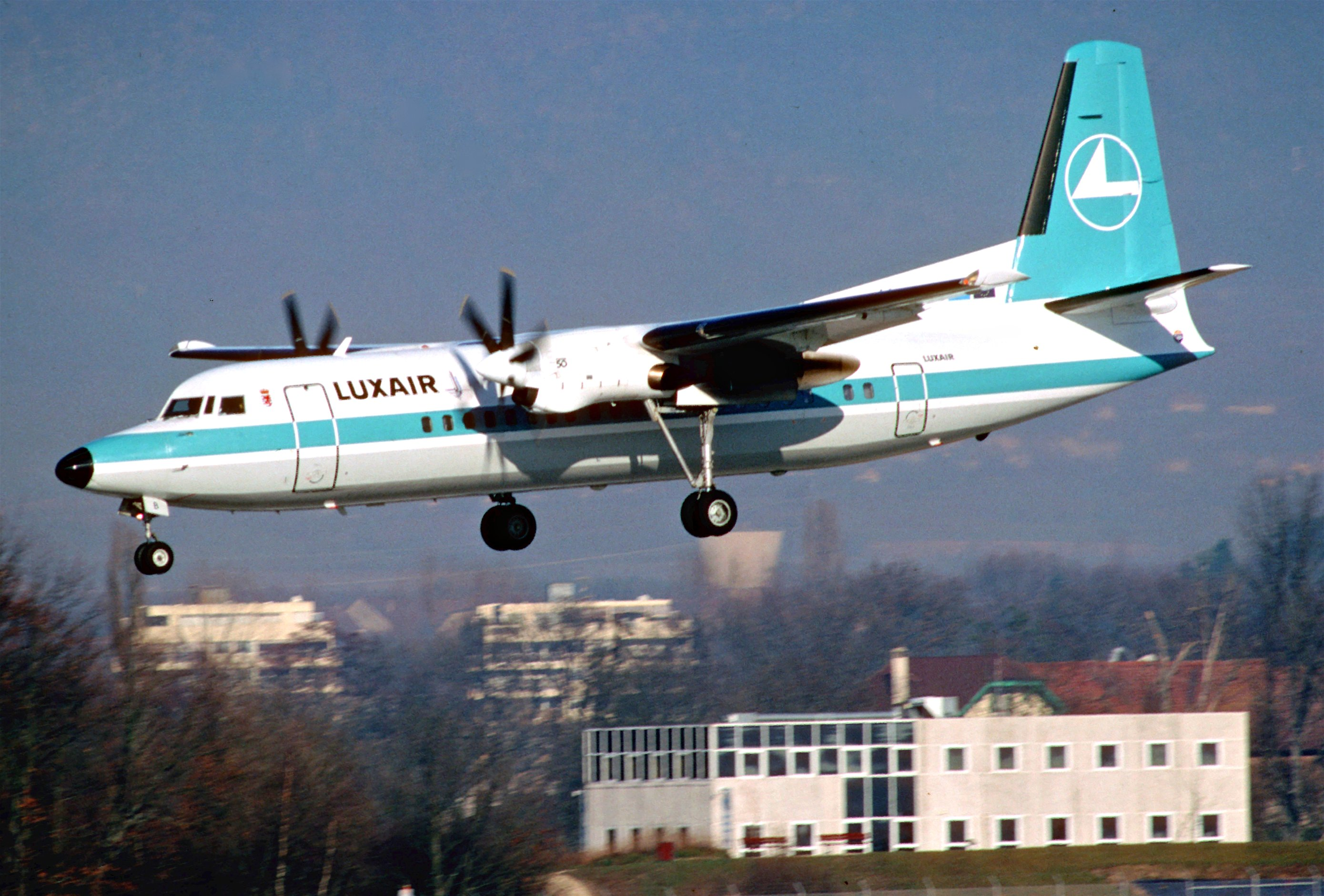
L'appareil impliqué dans l'accident (LX-LGB), photographié à l'atterrissage à l'aéroport international de Zurich en janvier 1997.

L'appareil impliqué était un Fokker F50 immatriculé « LX-LGB ». Ce type d'appareil, de fabrication néerlandaise, est conçu pour emporter une cinquantaine de passagers sur des vols court-courriers, grâce à ses deux turbopropulseurs de la marque Pratt & Whitney Canada. Il portait le numéro de série 20221 et avait obtenu son certificat de navigabilité le 26 juin 1991 (celui-ci était valide jusqu’au 19 juin 2003). Il avait effectué 21 836 heures de vol à la date du 6 novembre 2002 et comptait 24 068 cycles. Luxair n’exploite, à ce jour, plus aucun avion de type Fokker. Ils furent remplacés par des avions plus modernes tels que le Bombardier Q-400 et l'Embraer ERJ 145.
Selon la compagnie aérienne, l'avion était correctement entretenu ; la dernière révision ayant été effectuée le 4 mai 2002. Le carnet de maintenance indique que, la veille de l’accident, l’avion avait subi l'une des inspections réglementaires à effectuer toutes les 230 heures de vol. Le dernier défaut de cet appareil, un système anti-blocage des roues inopérant, ayant été rectifié, il a été jugé apte à reprendre le service.
Le commandant de bord était Claude Poeckes (26 ans), qui totalise alors 4 242 heures de vol, dont 2 864 heures en Fokker F50. Le copilote était John Arendt (32 ans), qui cumule 1 156 heures de vol, dont 443 heures en Fokker F50.
Le commandant de bord Claude Poeckes a été recruté en 1995 par son père, Jean Poeckes, directeur des opérations chez Luxair.

## Déroulement du vol
Le vol Luxair 9642 décolla de l'aéroport de Berlin-Tempelhof à 8h40, heure locale (GMT +1) pour un vol retour vers l'aéroport de Luxembourg-Findel, avec un équipage composé de deux pilotes et d'une hôtesse de l'air. Il grimpa jusqu'au niveau de vol 180 (+/- 18 000 pieds ou 6 000 mètres). À 9h50, le centre de contrôle de Francfort autorisa le Fokker 50 à descendre au niveau de vol 90 (+/- 9 000 pieds ou 3 000 mètres) et demanda aux pilotes de contacter le centre d'approche de Luxembourg. Le contact fut établi à 9h52 et le centre informa les pilotes qu'ils pourraient effectuer une approche ILS de catégorie 1 ou 2 pour la piste 24. Les conditions météorologiques étaient assez défavorables avec notamment un fort brouillard, entraînant une visibilité insiffisante.
Six minutes plus tard, le contrôleur autorisa le vol 9642 à descendre en dessous de 3 000 pieds et à 10h01, l'avion fut autorisé pour l'approche. Quelques minutes plus tard, l'équipage contacta la tour de contrôle de l'aéroport de Luxembourg en confirmant être établi sur l'ILS de la piste 24 et indiquant qu'ils avaient besoin que la portée visuelle de la piste soit, d'au minimum, 300 mètres. Le contrôleur leur répondit que la visibilité était inférieure aux 300 mètres requis, information connue avant le décollage de l'avion. Le commandant de bord à 10h04, remis les gaz pour refaire l'approche. Quatre secondes plus tard, le contrôleur de la tour informa l'équipage que la portée visuelle de la piste était à son minimum de 300 mètres. Le copilote répondit alors que, dans ce cas, ils continuaient l'approche. L'avion réduisit donc les gaz alors que la tour autorisait finalement le vol 9642 à atterrir.
Le train d'atterrissage et les volets furent alors sortis. Soudain, à 10h05, à la suite d'une action délibérée et fautive du pilote, le pas des pales de l'hélice du moteur gauche passa du mode « normal » au mode « ralenti/sol » (low pitch, en anglais) et immédiatement après ce fut au tour du moteur droit de faire de même. . Cette action place les hélices en inversion de poussée (reverse), privant l'avion de propulsion. La perte de vitesse est immédiate. Selon l'enregistreur de vol, le pilote dit alors Qu'est-ce que c'est que cela? (Wat ass dat en luxembourgeois).
Les volets furent rentrés et plusieurs sons se firent entendre comme la diminution de la vitesse de rotation des hélices, ainsi que le système d'alerte de proximité du sol (GPWS). L'avion était en forte chute. En dernier recours, le pilote coupa les deux moteurs ; l'avion continua de descendre rapidement. Face à l'imminence du crash, le pilote tenta de faire un vain arrondi, sans éviter l'impact fort violent.

Site de l'accident

Le vol 9642 s'écrasa au sol quelques instant plus tard, traversant la nationale 1 et éraflant la route avec son aile gauche. Il heurta ensuite un talus, causant des dommages importants à la cellule de l'avion. Il rebondit ensuite, les deux trains d'atterrissage principaux et les pales des deux hélices se détachèrent de l'appareil. Puis, l'empennage et une partie de l'aile droite se détachèrent, la partie arrière du fuselage se détacha et se coucha sur son flanc droit. L'appareil finit par s'immobiliser dans un champ. Un incendie s'est rapidement déclaré dans la partie centrale du fuselage.
L'épave a été localisée entre Niederanven et Roodt-sur-Syre, à six milles nautiques (11 kilomètres) à l'est du seuil de la piste 24, le long de la nationale 1. Les services de secours ont constaté que plusieurs passagers avaient été éjectés de l'avion lors de l'impact ; l'un des survivants a été éjecté de l'avion lors du crash et retrouvé à l'extérieur. Trois autres passagers ont été extraits vivants du fuselage et immédiatement transportés à l'hôpital, tous ont succombé plus tard à leurs blessures.
Le brouillard était alors si épais que la plupart des habitants à proximité ont affirmé n'avoir rien vu, ni même entendu au moment de l'accident et n'ont réalisé qu'il s'était passé quelque chose à proximité que lorsque les ambulances et les services de secours sont arrivés sur les lieux.
En raison de l'accident, l'aéroport a été fermé pendant plus de trois heures et plusieurs vols ont dû être détournés vers l'Allemagne et la Belgique.

## Victimes

Plan des sièges du vol 9642

Le commandant de bord, Claude Poeckes, a été retrouvé coincé dans le cockpit. Gravement blessé, il a survécu car le cockpit n'a pas eté détruit par le feu. Les sauveteurs ont découpé un trou dans le fuselage pour l'évacuer de l'épave. Les deux autres membres d'équipage, le copilote, John Arendt, et la seule hôtesse de l'air présente à bord, sont morts dans l'accident. 
Au total, dix-sept personnes furent retrouvées mortes au lieu du crash, ainsi que cinq survivants, dont trois qui moururent à l'hôpital des suites de leurs blessures. Parmi les passagers qui ont trouvé la mort, se trouve l'artiste luxembourgeois Michel Majerus.
| Nationalité | Passagers | Passagers | Équipage | Équipage | Total | Total |
| Nationalité | Total     | Tués      | Total    | Tués     | Total | Tués  |
| ----------- | --------- | --------- | -------- | -------- | ----- | ----- |
| Allemagne   | 15        | 15        | 0        | 0        | 15    | 15    |
| Luxembourg  | 2         | 2         | 3        | 2        | 5     | 4     |
| France      | 2         | 1         | 0        | 0        | 2     | 1     |
| Total       | 19        | 18        | 3        | 2        | 22    | 20    |

## Enquête et causes de l'accident

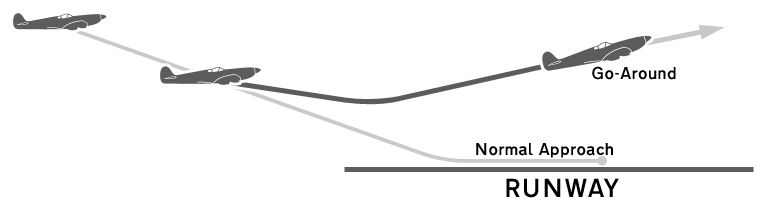
Parmi les causes de l'accident, l'une d'entre elles fut la décision du commandant de bord, d’interrompre la manœuvre de remise des gaz (schéma) pour retenter l'atterrissage.

Le rapport préliminaire, ainsi que le rapport final des enquêteurs de l'AET publié en décembre 2003, conclurent que le crash du vol 9642 résulta d'une série d'actions des pilotes ne respectant pas les procédures standards, notamment une large perte de vitesse à cause d'une inversion, par inadvertance, des pales des hélices.
Plusieurs causes furent mises en évidence par le rapport final des enquêteurs:
- La décision de l'équipage de continuer l'approche malgré le manque de préparation après avoir remis les gaz. Cela a mené l'équipage à effectuer une série d'actions improvisées et non décrites dans les manuels d'utilisation ni dans les procédures opérationnelles, la principale fut le fait d'inverser les pas des hélices.

- L'information que la portée visuelle de la piste était inférieure à la norme (300 mètres) puis, quelques instants plus tard, qu'elle était finalement acceptable (supérieure à 300 mètres), a désorganisé l'équipage, entraînant des actions non coordonnées de la part des deux pilotes.

- L'enfreinte par l'équipage de plusieurs procédures standard à plusieurs étapes de l'approche.

- La routine et l'« envie d'arriver » des pilotes peut les avoir mis dans un état d'esprit psychologique les entraînant à enfreindre ou à ne pas suivre certaines procédures opérationnelles.

- La faible fiabilité de l'équipement de protection visant à empêcher l'inversion du pas de l'hélice.

- Le manque de communication de Luxair aux pilotes, à propos d'une lettre de Fokker informant la compagnie qu'il ne garantissait pas que les pilotes des Fokker F50 puissent être avertis de la perte potentielle ou du dysfonctionnement du système de protection de l'inversion des hélices.

- Le manque de rigueur dans la formation des pilotes de Fokker 50 de Luxair, utilisant de nombreux centres de formations, avec des programmes non standards, compromettant la coopération efficace entre les pilotes.

## Conséquences

### Procès
Un procès eut lieu et se termina en mars 2012, condamnant le commandant de bord, Claude Poeckes, à une peine de 42 mois de prison avec sursis et à une amende de 4 000 euros. Cette condamnation du tribunal fut justifiée de la manière suivante:  « Au vu de l’absence d’antécédents judiciaires et du repentir paraissant sincère, le tribunal estime que le prévenu n’est pas indigne de la clémence du tribunal et accorde en conséquence au prévenu le bénéfice du sursis à l’exécution de la totalité de la peine privative de liberté à prononcer à sa charge. ».
Les trois ex dirigeants de Luxair ont été acquittés, tandis que le chef du service technique de la compagnie a écopé d'une peine de 18 mois de prison avec sursis et de 2 000 euros d'amende. Deux cadres de ce même service ont également écopés de 24 mois de prison et de 2 500 euros d'amende, toujours avec sursis.
Tous les prévenus étaient poursuivis pour homicides involontaires, coups et blessures involontaires et infractions aux règlements sur l'aviation civile.

### Licenciements
En 2004, Luxair a licencié notamment le pilote commandant de bord, ainsi que son père, chef des opérations.

### Recommandations de sécurité
À la suite de l'accident, la commission d’enquête a émis trois recommandations officielles :
- Apporter des modifications au boîtier de contrôle du système anti-blocage des roues pour tous les appareils de type Fokker F50, et que les équipages soient informés de la potentialité d'une perte de protection anti-inversion de pales, sans feedback au tableau de bord.
- Publier une consigne de navigabilité pour tous les Fokker F50 immatriculés au Grand-Duché de Luxembourg.
- Accélérer la publication annoncée du Service Bulletin F50-32-7 et rendre son application obligatoire pour tous les appareils de type Fokker F50.

### Mémorial

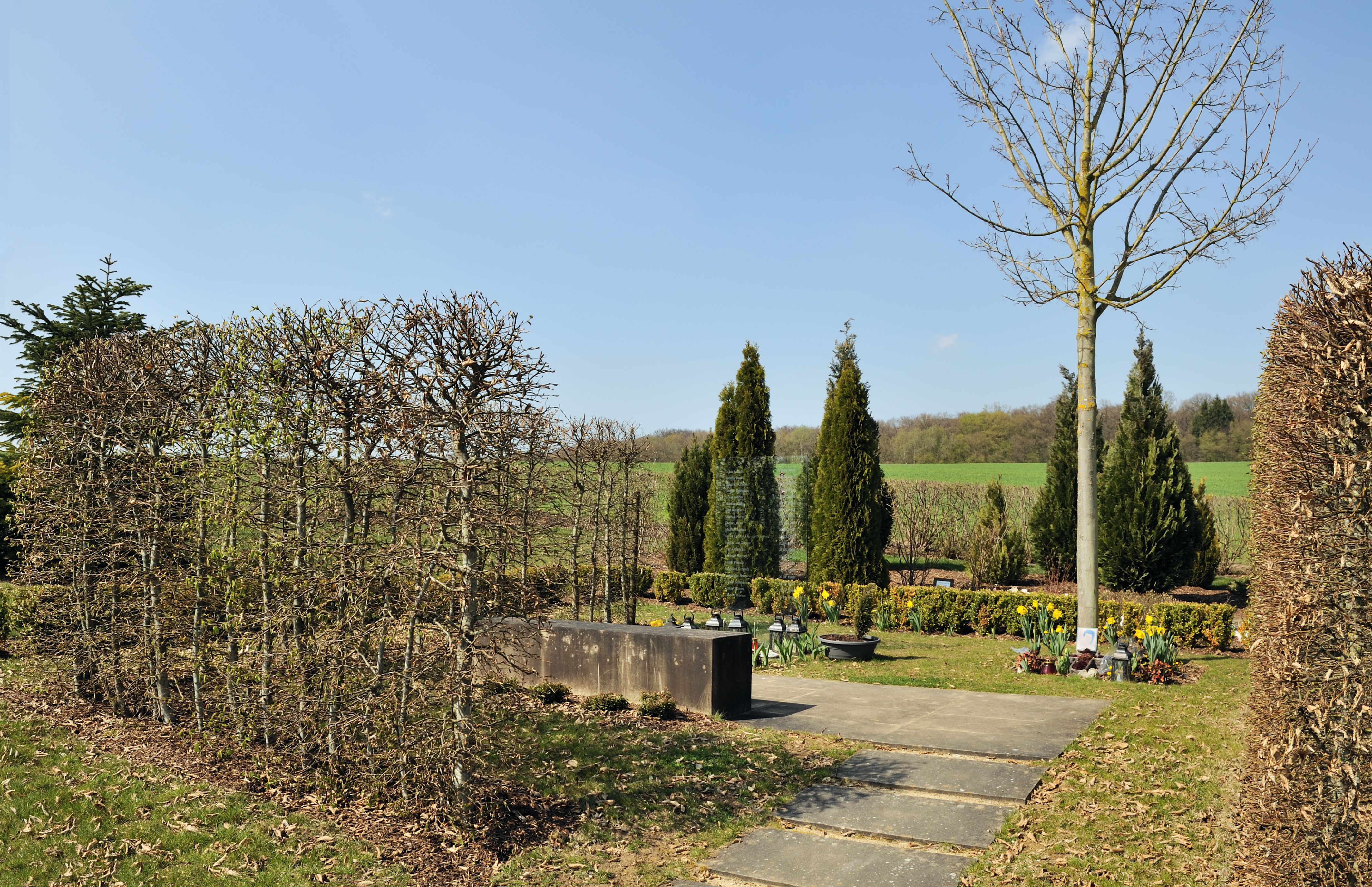
Le mémorial construit pour commémorer les 20 victimes de l'accident.

Un mémorial fut construit sur le site de l'accident, le long de la nationale 1 (appelée route de Trèves) pour commémorer les vingt personnes mortes.

## Médias
L'accident a fait l'objet d'un épisode dans la série télévisée Air Crash nommé « Une manœuvre impossible » (saison 25 - épisode 4).